# Mike Goliat
Mike Mitchell Goliat, né le 5 novembre 1921 à Yatesboro (Pennsylvanie) et mort le 13 janvier 2004 à Seven Hills (Ohio), est un joueur de baseball professionnel américain évoluant avec les Phillies de Philadelphie (1949-51) puis les Saint-Louis Browns (1951-52).
Il fait partie de la fameuse équipe des « Whiz Kids » de Philadelphie qui remportèrent le titre de la Ligue nationale en 1950.

## Biographie
Mike Goliat signe comme agent libre amateur avec les Phillies de Philadelphie en 1947. Il fait ses débuts avec les Pioneers de Vandergrift en Middle Atlantic League et rejoint les Blue Rocks de Wilmington l'année suivante en Interstate League.
En 1949, il rejoint les Maple Leafs de Toronto en International League où il réaliste une bonne saison, ce qui lui permet d'intégrer l'effectif de Ligue majeure des Phillies pour 55 rencontres en fin d'année.
En 1950, il réalise sa première et seule saison pleine en Ligue majeure au sein des « Whiz Kids » et remporte le titre en Ligue nationale. Cette saison-là Goliath frappe 13 coups de circuit. En Série mondiale, Philadelphie perd face aux Yankees de New York. Durant cette série, Goliat réalise une moyenne à la batte de ,214.
Il est transféré des Phillies aux Browns de Saint-Louis en cours de saison en 1951, où il ne jouera qu'une quarantaine de rencontres. En 1951 et 1952, il ne joue que huit rencontres en Ligue majeure et évolue principalement en Ligue mineure, de nouveau avec les Maple Leafs.
Sur l'ensemble de sa carrière professionnelle, Goliat enregistre une moyenne au bâton de ,225 pour 20 coups de circuit et 101 points produits.

## Fin de carrière
Mike Goliat poursuit sa carrière en Ligue mineure après ses derniers matchs au plus haut niveau en 1952. Il reste avec les Maple Leafs de Toronto jusqu'en 1959, glanant Meilleur joueur de la saison dans la Ligue internationale en 1956. Goliat fut quatre ans entraîneur/joueur toujours en ligue mineure et remporta durant cette période un titre de champion.
En 1959, il rejoint les Royaux de Montréal, toujours en Ligue internationale avant de rejoindre les Indians de Spokane en Pacific Coast League pour une dernière saison en 1961.
Il devient gérant d'une petite entreprise de transports de poids-lourds avant de rejoindre la compagnie Ford.
Il meurt le 14 janvier 2004 à Seven Hills dans l'Ohio à l'âge de 78 ans. Son coéquipier Robin Roberts le décrit comme un bon joueur qui se donnait corps et âme à l'équipe, et son manager Eddie Sawyer comme un frappeur qui réussissait toujours mieux face aux meilleurs lanceurs qu'aux moins bons.